# Geosystém
Geosystém je podle ruského geografa a geobotanika V. B. Sočavy prostorový otevřený systém středního měřítka. Střední měřítko bylo autorem definováno jako něco velikostí "někde mezi atomem a vesmírem".

## Krajinajako geosystém
Zastánci geosystémového přístupu ke krajinné ekologii popisují fungování krajiny podle konceptu geosystému. Krajina je tak chápána jako složka hierarchicky vyššího geosystému a sama se dělí na subsystémy. V pojetí prostorových dimenzí E. Neefa patří krajina do úrovně chorologické, je tak označována také jako geochora. Skládá se z topů, podle Formana (1997) si „krajinu můžeme představit jako mozaiku topů“.